# Xã Posey, Quận Clay, Indiana
Xã Posey (tiếng Anh: Posey Township) là một xã thuộc quận Clay, tiểu bang Indiana, Hoa Kỳ. Năm 2010, dân số của xã này là 4.063 người.